# Augustinus-Gymnasium Weiden
Das Augustinus-Gymnasium Weiden (AGW) ist das älteste Gymnasium der Stadt Weiden in der Oberpfalz. Es wurde im Jahr 1903 unter dem Namen Königliche Lateinschule erbaut und 1965 in Augustinus-Gymnasium-Weiden umbenannt.
Es ist ein humanistisches Gymnasium, das zusätzlich einen wirtschaftswissenschaftlichen Zweig und einen neusprachlichen Zweig anbietet.

## Geschichte

### Vorläuferschulen
Von 1530 bis 1627 gab es in Weiden eine königliche Lateinschule mit sechs Klassen, deren Besuch den Eintritt in eine Universität erlaubte. Daran schlossen sich durch Einflüsse von Reformation und Gegenreformation mehrere Lateinschulen verschiedener Konfessionen an. Dies waren von 1627 bis 1648 eine jesuitische Lateinschule, 1648 zur Zeit der Besetzung durch die Schweden eine protestantische Schule und 1653 wiederum die Einrichtung einer katholischen Deutsch- und einer Lateinschule.

### Gymnasium
Bereits Mitte bis Ende des 19. Jahrhunderts gab es Bemühungen der größeren Oberpfälzer Städte um den Sitz eines dritten Gymnasiums in der Region. Nach mehreren Rückschlägen und Entwicklungen, die das Ziel für Weiden in weite Ferne rücken ließen, gab es 1889 sogar einen Stadtratsbeschluss für das Gymnasium. Allerdings ebbten die Bemühungen durch den Bau der Zentralwerkstätten der bayerischen Eisenbahnen wieder ab.
Erst 1898 durch einen Landtagsbeschluss kam es zu konkreteren Planungen und den Bau des Schulgebäudes.
1903 wurde das Gebäude fertiggestellt und der Schulbetrieb aufgenommen. Allerdings kam es zu Problemen mit dem Namen; eine etwas voreilig angebrachte goldene Inschrift LUITPOLD-GYMNASIUM (Prinzregent-Luitpold-Gymnasium) musste mangels Genehmigung nachträglich durch ein schlichtes Humanistisches Gymnasium ersetzt werden. 1907 wurden die ersten Reifeprüfungen abgelegt.
Während der beiden Weltkriege erging es dem Gymnasium nicht anders als anderen auch, ein geordneter Schulbetrieb wurde durch Lehrermangel, mangelnde Lehrmittel, Unterernährung und eingerückte Schüler immer schwieriger. 1915 konnte lediglich ein Schüler zur Reifeprüfung antreten; weitere legten Notprüfungen ab.

### 1933 bis 1945
In der Zeit des Nationalsozialismus kam es besonders durch die Zielsetzung humanistischer Bildung zu Anfeindungen seitens des Systems. Allerdings konnte im Gegensatz zu anderen Gymnasien, die überwiegend in Oberschulen umgewandelt wurden, eine Art Sonderform eingenommen werden, was aber nichts an den Einschränkungen und dem Verlust der eigentlichen Aufgabe änderte. 1938 kam es zur Verkürzung der Schulzeit auf acht Klassen, 1944 Kriegsdienst für 15- und 16-Jährige, und letztlich wurde im April 1944 der Schulbetrieb eingestellt.

### Ab 1945
Nach der Überprüfung und Zuteilung von Lehrkräften durch die Militärregierung konnte im Januar 1946 der Unterricht wieder beginnen. 1953 kam es zu einem Brand und dem Verlust des gesamten Dachgeschosses, was beim Wiederaufbau zur Ergänzung eines dritten Obergeschosses genutzt wurde. 1965 erhielt die Schule auf eigenen Antrag den Namen Augustinus-Gymnasium. 1966/67 wurde eine Doppelturnhalle und 1968–1972 ein Erweiterungsbau nördlich im Anschluss an das bestehende Schulgebäude errichtet, der 2009–2010 aufgestockt wurde. 2007 kam ein Nebengebäude mit Mensa und Räumen für die Nachmittagsbetreuung hinzu und 2019 wurden die Chemieräume generalsaniert.

## Musik
Für die Unterstufe (Klasse 5–7) existiert ein gleichstimmiger Chor, für die Mittel- und Oberstufe ein gemischter Chor. Weiterhin gibt es ein Orchester, ein Vokal-Ensemble, ein Instrumental-Ensemble eine Schulband und seit 2023 eine Big Band. Es wird Unterricht in Sologesang und Instrumentalunterricht angeboten. Seit dem Schuljahr 2022/2023 gibt es in der 5. und 6. Jahrgangsstufe das Angebot einer Bläserklasse, bei der man im Rahmen des regulären Musikunterrichts ein Blasinstrument lernen kann. Jährlich werden mindestens zwei Konzerte veranstaltet: Das Weihnachtskonzert in der Herz Jesu Kirche Weiden und das Sommerkonzert in der Max-Reger-Halle in Weiden.

## Partnerschulen und Schüleraustausch
- Collège Jules Ferry in Vichy, seit 1994
- Liceo Galileo Galilei in Macerata, aus bereits seit 1954 zwischen Macerata und Weiden stattfindenden Jugendbegegnungen entwickelte sich ein Austauschprogramm zwischen den Schulen.
- Perry Meridian High School in Indianapolis (Schüleraustausch von 1992 bis 2001)
- Giovanni Curmi Higher Secondary School Naxxar auf Malta (Schüleraustausch 2005 und 2008)

Außerdem gibt es seit 1995 ein Projekt zum Schüleraustausch mit verschiedenen Gymnasien aus Pilsen, Tschechien, und seit 2006 ein Programm Gastschuljahr für Gymnasiasten aus EU-Ländern.

## Bekannte Schüler
- Hermann Kraus (1888–1941), Bezirksoberamtmann bzw. Landrat des Bezirksamtes Ochsenfurt
- Franz Pfleger (1915–2007), Jurist und Rechtsanwalt
- Hans Schwemmer (1945–2001), Theologe und Diplomat des Heiligen Stuhls
- Wolfgang Herzer (* 1948), Kunstmaler, Kunsthistoriker und Pädagoge, Gründer des Kunstvereins Weiden
- Adalbert Busl (* 1950), Heimatforscher und Grundschulrektor
- Wolfgang Müller (Musikpädagoge), (1953–2023), Musikpädagoge, Pianist, Komponist
- Hermann J. Huber (1954–2009), Journalist und Autor
- Gerwin Eisenhauer (* 1967), Jazz-Schlagzeuger
- Tobias Reiß (* 1968), CSU-Politiker, seit 2008 Mitglied des bayerischen Landtages
- Albert Rupprecht (* 1968), CSU-Politiker, seit 2002 Mitglied des Deutschen Bundestages
- Thomas Schärtl-Trendel (* 1969), Theologe, Philosoph und Hochschullehrer
- Christian Freuding (* 1971), General der Bundeswehr
- Kathrin Anna Stahl (* 1977), Schauspielerin, Drehbuchautorin[3]